# Jim Northrup
Jim Northrup o Chibenashi (Font du Lac, Minnesota, 1943 - 2016) fou un escriptor nord-americà d'ètnia anishinaabemowin. Fou veterà de la Guerra de Vietnam, publicà la columna Font du Lac Follies, que el 1999 rebé el premi a la millor columna de diari, i escribí l'autobiografia The Rez Road Follies (1999), Days of obsidian, days of grace (1994) i els poemes Walking the Rez Road (1993). Fou nomenat escriptor de l'any el 2001.